# Llista de rius de la Plana d'Utiel
Llista de rius, rambles i barrancs a la comarca de la Plana d'Utiel, al País Valencià.
| Nom                                  | Tipus   | Conca  | Superfície de conca | Longitud | Cabal      | Naixement                              | Naixement                                              | Desembocadura                     | Desembocadura                                          | Foto |
| Nom                                  | Tipus   | Conca  | Superfície de conca | Longitud | Cabal      | Lloc                                   | Coord.                                                 | Lloc                              | Coord.                                                 | Foto |
| ------------------------------------ | ------- | ------ | ------------------- | -------- | ---------- | -------------------------------------- | ------------------------------------------------------ | --------------------------------- | ------------------------------------------------------ | ---- |
| Regajo de San Marcos                 | barranc | Túria  |                     |          |            | Serra d'Aliaguilla (Sinarques)         | 39° 46′ 27″ N, 1° 14′ 25″ O / 39.7742675°N,1.240409°O  | riu Túria (emb. de Benaixeve)     | 39° 45′ 22″ N, 1° 08′ 44″ O / 39.7561833°N,1.1455723°O |      |
| las Surtideras                       | rambla  | Túria  |                     |          |            | Serra del Negrete (Utiel)              | 39° 40′ 36″ N, 1° 10′ 50″ O / 39.6766223°N,1.1804642°O | regajo de San Marcos (Sinarques)  | 39° 45′ 33″ N, 1° 10′ 28″ O / 39.7592114°N,1.1744546°O |      |
| Cabriol                              | riu     | Xúquer | 4.754,2 km²         | 220 km   | 20,92 m³/s | Muela de San Juan (Aragó)              |                                                        | riu Xúquer (emb. de l'Embarcador) | 39° 14′ 10″ N, 1° 03′ 34″ O / 39.2360053°N,1.0594615°O |      |
| la Zarza                             | barranc | Xúquer |                     |          |            | Serra del Rubial (Venta del Moro)      | 39° 27′ 56″ N, 1° 28′ 59″ O / 39.4656924°N,1.4829794°O | riu Cabriol (Venta del Moro)      | 39° 27′ 33″ N, 1° 30′ 46″ O / 39.4592877°N,1.5126794°O |      |
| el Moro                              | barranc | Xúquer |                     |          |            | Serra del Rubial (Venta del Moro)      | 39° 28′ 38″ N, 1° 25′ 56″ O / 39.4771748°N,1.4320934°O | riu Cabriol (Venta del Moro)      | 39° 25′ 13″ N, 1° 28′ 55″ O / 39.4202213°N,1.4818108°O |      |
| el Palomarejo                        | rambla  | Xúquer |                     |          |            | Serra del Rubial (Venta del Moro)      | 39° 26′ 39″ N, 1° 23′ 29″ O / 39.4442652°N,1.391407°O  | riu Cabriol (Venta del Moro)      | 39° 23′ 27″ N, 1° 27′ 09″ O / 39.3909705°N,1.4524862°O |      |
| el Lombardo                          | barranc | Xúquer |                     |          |            | Serra del Rubial (Venta del Moro)      | 39° 26′ 05″ N, 1° 22′ 39″ O / 39.4348318°N,1.3773898°O | riu Cabriol (Venta del Moro)      | 39° 21′ 59″ N, 1° 23′ 01″ O / 39.366421°N,1.3836286°O  |      |
| Carretera                            | rambla  | Xúquer |                     |          |            | Requena                                | 39° 23′ 29″ N, 1° 19′ 12″ O / 39.3913976°N,1.320071°O  | riu Cabriol (Requena)             | 39° 20′ 25″ N, 1° 18′ 28″ O / 39.3403153°N,1.3079045°O |      |
| Albosa (o Caballero)                 | rambla  | Xúquer |                     |          |            | Jaraguas                               | 39° 31′ 37″ N, 1° 21′ 48″ O / 39.5269817°N,1.3633564°O | riu Cabriol (Requena)             | 39° 19′ 21″ N, 1° 14′ 18″ O / 39.3223777°N,1.2383172°O |      |
| el Boquerón                          | rambla  | Xúquer |                     |          |            | Venta del Moro                         | 39° 28′ 36″ N, 1° 17′ 34″ O / 39.4766572°N,1.2927875°O | rambla Albosa (los Cojos)         | 39° 25′ 10″ N, 1° 18′ 06″ O / 39.4195686°N,1.3016281°O |      |
| la Alcantarilla                      | rambla  | Xúquer |                     |          |            | Requena                                | 39° 26′ 18″ N, 1° 13′ 58″ O / 39.438428°N,1.2328375°O  | rambla Albosa (Requena)           | 39° 22′ 52″ N, 1° 13′ 39″ O / 39.3810241°N,1.2273872°O |      |
| Magre                                | riu     | Xúquer | 1.543,7 km²         | 130 km   |            | Utiel                                  | 39° 34′ 06″ N, 1° 13′ 23″ O / 39.5683878°N,1.2230957°O | riu Xúquer (Algemesí)             | 39° 11′ 08″ N, 0° 24′ 45″ O / 39.1855881°N,0.4124034°O |      |
| la Torre (o la Cobañera)             | rambla  | Xúquer |                     |          |            | Serra d'Aliaguilla (Castella-La Manxa) |                                                        | riu Magre (Utiel)                 | 39° 34′ 06″ N, 1° 13′ 23″ O / 39.5683878°N,1.2230957°O |      |
| Estenas                              | rambla  | Xúquer |                     |          |            | Serra del Negrete (Utiel - Requena)    | 39° 36′ 16″ N, 1° 06′ 02″ O / 39.6044377°N,1.1004222°O | riu Magre (San Juan)              | 39° 31′ 31″ N, 1° 10′ 19″ O / 39.5254023°N,1.171892°O  |      |
| la Media Carrera                     | rambla  | Xúquer |                     |          |            | Serra de Juan Navarro (Requena)        | 39° 34′ 55″ N, 1° 06′ 55″ O / 39.58207°N,1.1152441°O   | riu Magre (San Antonio)           | 39° 31′ 08″ N, 1° 09′ 31″ O / 39.5188341°N,1.1585456°O |      |
| Regajo de Rozaleme (o la Casa Nueva) | rambla  | Xúquer |                     |          |            | Serra del Tejo (Requena)               | 39° 32′ 31″ N, 1° 03′ 50″ O / 39.5420579°N,1.0639495°O | riu Magre (Requena)               | 39° 28′ 47″ N, 1° 07′ 07″ O / 39.4797213°N,1.1186022°O |      |
| la Fuent Vich                        | rambla  | Xúquer |                     |          |            | los Pedrones                           | 39° 20′ 15″ N, 1° 04′ 58″ O / 39.337407°N,1.082843°O   | riu Magre (Requena)               | 39° 22′ 06″ N, 1° 00′ 06″ O / 39.3683101°N,1.0016257°O |      |
| Reatillo                             | riu     | Túria  |                     |          |            | serra del Negrete (Xelva)              | 39° 38′ 56″ N, 1° 06′ 36″ O / 39.6489114°N,1.1100803°O | riu Túria (Xulilla)               | 39° 37′ 16″ N, 0° 51′ 51″ O / 39.6210068°N,0.8640413°O |      |

## Enllaços
- Visor Cartogràfic. Institut Cartogràfic Valencià. Generalitat Valenciana. https://visor.gva.es/visor/